# Джалозай
Джалозай (урду جلوزی‎, пушту جلوزی‎) — деревня в техсиле Пабби округа Наушера провинции Хайбер-Пахтунхва Пакистана.

## География
Находится в 35 километрах к юго-востоку от города Пешавар — административного центра округа Пешавар и провинции Хайбер-Пахтунхва.

## Лагерь беженцев
Лагерь «Джалозай» — один из 150 лагерей беженцев в Исламской Республике Пакистан. В лагерь поступали волны беженцев во время Афганской войны (1979—1989), гражданских войн и ответных ударов на действия террористических организаций.

## История
После 1979 года город Пешавар послужил главным городом афганских моджахедов, окружённым толпами афганских беженцев. Многие бежали через Хайберский проход. Пешавар стал культурным центром пуштунов в 1980-е годы вместо Кабула и Кандагара.
После вывода советских войск многие беженцы остались в лагерях и во время гражданской войны 1989—1992 годов.
В октябре 2000 года «Аль-Каида» бомбардировала американский «Коул». Соединённые Штаты Америки в ответ выпустили крылатые ракеты по тренировочным лагерям «Аль-Каиды», находящихся в горах на востоке Исламской Республики Афганистан. За этим последовала очередная волна беженцев.
В лагере «Джалозай» по прежнему находились тысячи беженцев, пришедших туда 10-20 лет назад. Поэтому в ноябре 2000 года был открыт лагерь «Новый Джалозай», в этом же месяце в нём начала работу организация «Врачи без границ». К июлю 2001 года в лагерь прибыло 50 000 беженцев.
По данным агентства «Рейтер», к концу 2001 года через лагерь в общей сложности прошло более 300 000 беженцев, наибольшее количество беженцев, находившихся в лагере одновременно — 70 000.
В общей сложности, на начало 2001 года в Исламской Республике Пакистан было около 150 лагерей беженцев, в которых проживало более 1 100 000 афганцев.
Однако лагерь не имел официального статуса, выданного Организацией Объединённых Наций до середины 2001 года, то есть, в лагере не проводилась регистрация беженцев.
По словам пресс-секретаря Управления Верховного комиссара Организации Объединённых Наций по делам беженцев Мелиты Сунджич за месяц до террористических актов 11 сентября 2001 года 10 000 афганских беженцев были зарегистрированы, а затем переведены в лагерь «Шамшату», который находится за пределами города Пешавар.
К началу 2002 года 50 000 человек были переселены из лагеря «Джалозай», к концу года многие вернулись домой.
11 февраля 2002 года Управление Верховного комиссара Организации Объединённых Наций по делам беженцев сообщило, что на следующий день лагерь «Джалозай» будет закрыт заместителем представительства в Исламской Республике Пакистан Евой Днемант и комиссаром по афганским беженцам.
Большинство беженцев были переселены в следующие 6 лагерей:
- «Коткай»;
- «Байаур»;
- «Шальман»;
- «Олд Багзай»;
- «Басу»;
- «Ашгару».

Те 800 беженцев, которые остались в лагере, должны были быть переведены в Баркили, недалеко от афганской границы на следующий день.
В марте 2002 года Управление Верховного комиссара Организации Объединённых Наций по делам беженцев репартировало 1 530 000 беженцев к себе на родину, в том числе 1 400 000 беженцев из провинции Хайбер-Пахтунхва, причём только 3 % из них были из тех лагерей, которые были созданы в целях защиты от ударов Соединённых Штатов Америки в октябре 2001 года.
9 марта 2003 года пакистанские силы совершили налёты на лагерь «Джалозай» и близлежащий лагерь «Шамшату».

## Землетрясение (2005)
8 октября 2005 года, в 8:50 утра (по пакистанскому времени) в Кашмире произошло землетрясение, по шкале Рихтера, сила толчков которого составила 7,6 по шкале Рихтера.